# Клаус Кюнде Нільсен
Клаус Кюнде Нільсен (дан. Klaus Kynde Nielsen, 13 квітня 1966) — данський велогонщик.
Бронзовий призер Олімпійських Ігор 1992 року в командній гонці переслідування.
Бронзовий призер Чемпіонату світу з трекових велоперегонів 1993 року в командній гонці переслідування.